# Litschau
Litschau is een gemeente in de Oostenrijkse deelstaat Neder-Oostenrijk, gelegen in het district Gmünd (GD). De gemeente heeft ongeveer 2500 inwoners.

## Geografie
Litschau heeft een oppervlakte van 81,05 km². Het ligt in het noordoosten van het land, niet ver van de grens met Tsjechië.
Amaliendorf-Aalfang · Bad Großpertholz · Brand-Nagelberg · Eggern · Eisgarn · Gmünd · Großdietmanns · Großschönau · Haugschlag · Heidenreichstein · Hirschbach · Hoheneich · Kirchberg am Walde · Litschau · Moorbad Harbach · Reingers · Schrems · St. Martin · Unserfrau-Altweitra · Waldenstein · Weitra
- Gemeinsame Normdatei: 4099707-8
- MusicBrainz: 82503c56-1717-4377-86d3-f125e8974cfb
- Nationale Bibliotheek van Tsjechië: ge888755
- Virtual International Authority File: 242115740
- WorldCat: E39PCjJqjQMwdc8TGyjcTP43w3